# 殘酷食人族
《殘酷食人族》（英語：Cannibal Ferox），又名《食人族》，在美國也被稱為《讓他們慢慢死去》（Make Them Die Slowly），在澳大利亞被稱為《來自深河的女人》（Woman from Deep River），是一部1981年意大利食人族剝削恐怖電影，由翁貝托·蘭齊編劇和導演。上映後，該片的美國發行商稱其為“有史以來最暴力的電影”。《殘酷食人族》還聲稱“在31個國家/地區被禁”，儘管這種說法值得懷疑。片名源自拉丁语ferox，意為殘忍、狂野或兇猛。

## 剧情
在哥倫比亞，鲁迪和格洛丽亚以及他們的朋友帕特準備進入熱帶雨林。他們計劃證明格洛麗亞關於同類相食不过是神話的理論。一行三人遇到了毒販邁克和他的同伙喬。喬受了重傷，邁克解釋說食人族襲擊了他們。格洛麗亞在夜間失踪，魯迪在尋找她時找到了一個土著村莊。
由於喬的傷勢，他们決定留在這個幾近荒涼的村莊。邁克引誘天真的帕特，在可卡因的激怒下，他鼓勵帕特殺死一名土著女孩。她做不到，于是邁克親手殺死了這個女孩。喬臨死前透露，他和邁克應该對食人族的襲擊負責。他們來到該地區，利用土著人對白人的信任，剝削土著人獲取祖母綠和可卡因。有一天，邁克吸食可卡因，在土著部落眾目睽睽之下殘忍地折磨並殺害了他們的土著嚮導。那具嚴重燒焦的屍體，之前被認為是另一位嚮導的屍體，實際上是這名土著人。邁克綁架了一名土著女孩帶領他們走出叢林，但这群外來者却被跟踪襲擊。
在土著女孩被謀殺後，食人族終於開始獵殺外來者。喬死於傷勢，魯迪和格洛麗亞躲在一旁，看着喬的屍體被土著人吞噬。邁克和帕特拋棄了其他人，但所有人最终都被土著人俘虜並關進了籠子。他们被迫看著邁克遭受酷刑、毆打，他的陰莖被土著人用開山刀切下吃掉。土著人將他們運送到另一個村莊，但魯迪設法逃脫了。他在叢林中落入陷阱，流血的傷口引來了食人魚。他懇求土著人幫助他。土著人用毒鏢射他，他立即死在眾人面前。
帕特和格洛丽亚被關在地上的一個洞裡。邁克被放在一個單獨的籠子裡。早先被帕特從邁克的攻擊中救出的一個土著男子將一根繩子放到洞裡，這樣她们就可以逃脫了。邁克從籠子裡挖出一條路，趕走了那個男子，並剪斷了繩子，阻止了她們逃跑。邁克逃進叢林，試圖引起搜救飛機的注意，但又被抓獲。土著人砍斷了他的一隻手，把他拖回了村子。搜索飛機著陸了，但土著人告訴救援人員，外來者的獨木舟在河裡翻了，被鱷魚吃了。
搜索隊離開時，帕特被綁起來，上半身被剝光，土著人用鉤子穿過她的胸部吊起來。格洛麗亞只能眼睜睜地看著帕特緩慢而痛苦地死去。與此同時，邁克的頭被鎖在一個簡陋的裝置中，他的頭骨頂部被切掉，以便土著人可以吃掉他暴露在外的大腦。夜裡，那名富有同情心的土著人返回並釋放了格洛麗亞。他引導她穿過叢林，卻落入了土著人設下的陷阱之一。格洛麗亞最終遇到了一對獵人，他們將她帶到了安全的地方。她沒有说出真實的故事，而是和土著人一样講述了其他人被鱷魚吃掉的謊言。
格洛麗亞對她的經歷深感不安，她回到了文明世界。她出版了一本名為《同類相食：神話的終結》的書，书中支持她的理論並掩蓋了她的磨難事件。